# Cyrtandra tahuatensis
Cyrtandra tahuatensis är en tvåhjärtbladig växtart som beskrevs av Francis Raymond Fosberg och Marie-Hélène Sachet. Cyrtandra tahuatensis ingår i släktet Cyrtandra och familjen Gesneriaceae. Inga underarter finns listade i Catalogue of Life.